# 李雲階 (明朝)
李雲階（16世紀—17世紀），字膺平，號泰堂，福建泉州府德化縣人，明朝政治人物。

## 生平
李雲階是萬曆二十四年（1596年）貢生，萬曆二十五年（1597年）中順天鄉試舉人，授華容知縣，到任後捐俸興建劉大夏祠廟，撫恤黎淳後人，為他們置祠田若干頃，又釋放冤獄、懲治惡人，荒年為地方賑災、修繕堤防，並捐資買書到縣內學宮，獲入祀當地名宦祠；陞吉安同知，多次署任府內縣事皆有聲績，免去例金及拿出俸祿為民償還賦稅，代理關使亦免去例金五千多，本獲上級薦用，他卻以不合流俗、不欲出仕回鄉，寫下文評多種流傳。
兒子李喬楫為英山知縣，次子李喬霖為上林苑丞，六子李喬鍾有名聲。

## 引用
1. 1 2  乾隆《永春州志·卷十人·物志一》：李雲階，字泰堂，德化人，少力學，從王都昌遊，繼師李文節成名士，萬厯丙申應明經，丁酉登順天榜，始宰華容，至則捐俸建劉忠宣祠，恤黎淳後，各為置祠田若干頃，出冤獄、按巨憝侃侃不撓，轉吉安同知，署府攝邑篆者凡九，皆大著聲績，盡却例金，又出宦俸為民償逋，及代湖關使者，復却例金五千餘，臺司交薦，以忤時不樂仕歸，課子立社，會文評論不倦，有書十種行於世。子喬楫，英山知縣，次子喬霖，上林苑丞，六子喬鍾最知名，唐子歲貢。
2. ↑  乾隆《華容縣志·卷五·官師志》：李雲階，字膺平，閩人，為政惠而敏，值歲巨浸蠲賑全活甚多，修隄防、奬士類，購書儲學宫，纂修邑誌。 崇祀名宦祠
3. ↑  乾隆《岳州府志·卷二十·名宦》：李雲階，字膺平，閩縣人，萬厯間知華容縣，敏於治事多惠政，歲饑賑活無算，大修隄防、宏獎事類，捐貲購書儲之黌宮以資子衿博覽，華人奕世思之，舊祀邑宦祠。